# 马营庄乡
马营庄乡，是中华人民共和国山西省朔州市山阴县下辖的一个乡镇级行政单位。

## 行政区划
马营庄乡下辖以下地区：
马营庄村、八里庄村、下疃村、云水庄村、苏家场村、沙家寺村、吴家铺村、许家洼村、荆家庄村、东寨村、小柴棚村、大柴棚村、何庄村、新马营村、陈庄村、西安峪村、东沙堆村、南口前村、高庄村、南辛寨村、胡峪口村、故驿村和南李庄村。